# Rytíři Kladno
Les Rytíři Kladno (les Chevaliers de Kladno) sont un club de hockey sur glace de Tchéquie basé à Kladno en Bohême Centrale et qui évolue actuellement dans l'Extraliga (plus haute division tchèque). Sa patinoire est le Městský zimní stadion (8 600 places).

## Histoire

Ancien logo du HC Geus Okna Kladno

Le club est fondé en 1924 sous le nom de HOSK Kladno. Les différents noms portés par la suite sont les suivants :
- HOSK Kladno (1924),
- TJ Sokol Kladno (1948),
- TJ Sokol SONP Kladno (1949),
- DSO Baník Kladno (1953),
- TJ SONP Kladno (1958),
- TJ Poldi SONP Kladno (1977),
- TJ Poldi Kladno (1989),
- HC Kladno (1991),
- HC Poldi Kladno (1994),
- HC Kladno (1996),
- HC Velvana Kladno (1997),
- HC Vagnerplast Kladno (2000),
- HC Rabat Kladno (2003),
- HC GEUS OKNA Kladno (2006),
- HC Vagnerplast Kladno (2010),
- Rytíři Kladno (2011)[1].

Les équipes de hockey de l'Extraliga sont connues sous le nom de leur sponsor qui peut changer périodiquement. L'équipe de Kladno s'appelle actuellement Rytíři Kladno (autrement dit les « Chevaliers de Kladno »).
L'équipe fut particulièrement forte à la fin des années 1970 avec quatre titres consécutifs de champion de Tchécoslovaquie entre 1975 et 1978 puis encore un titre en 1980. Kladno remporta également la Coupe d'Europe en 1977 après avoir battu le Spartak Moscou en finale. La vedette de l'époque s'appelait Milan Nový, qui reçut la Crosse d'Or du meilleur joueur de la ligue à la fin des saisons 1977, 1981 et 1982, et fut le meilleur compteur du championnat six années de suite. František Pospíšil fut lui aussi élu meilleur joueur de la ligue, en 1971 et 1972. En 1993-1994, lors de la première saison de l'Extraliga, l'équipe finit à la première place du championnat sur la saison régulière mais perd en demi-finale contre le futur champion, le HC Olomouc.
Le club eut moins de succès lors des saisons suivantes, et fut même relégué en 2002 en deuxième division. Il réussit néanmoins à remonter en Extraliga l'année suivante.

## Palmarès
- Champion de Tchécoslovaquie
  - 1959, 1975, 1976, 1977, 1978 et 1980
- Champion d'Europe
  - 1977